# Cajun (foguete)
O foguete Cajun, foi um foguete de sondagem Americano desenvolvido na década de 50. Ele foi muito utilizado para experimentos científicos pela NASA e pelos militares Americanos entre 1956 e 1976.

## Desenvolvimento
O desenvolvimento do foguete de sondagem Cajun começou em 1956 no Pilotless Aircraft Research Division (PARD) do National Advisory Committee for Aeronautics, que mais tarde viria a se transformar no Langley Research Center da NASA, como um desenvolvimento do foguete experimental Deacon.
Utilizando a estrutura do foguete Deacon, mas com um motor melhorado que utilizava combustíveis que proporcionavam maior empuxo, e consequentemente, melhor performance. O nome Cajun atribuído ao foguete pelo chefe da divisão de foguetes do PARD, que era nativo de Nova Orleans.
O foguete Cajun era feito de aço inoxidável, sendo as aletas estabilizadoras feitas de duralúmínio. O motor desenvolvido pela Thiokol, era capaz de produzir 42,7 kN de empuxo.

## História operacional
O primeiro lançamento de teste do foguete Cajun, ocorreu no campo de  Wallops Island na Virginia em 20 de Junho de 1956.
O foguete demonstrou atingir a performance esperada com sucesso, e foi colocado em uso extensivo rapidamente. Ele, por si só, e a sua combinação com o primeiro estágio Nike (conhecido como CAN, Cajun + Nike), cujo primeiro lançamento ocorreu em 6 de Julho de 1956; e no foguete de três estágios Terasca cujo primeiro lançamento ocorreu em 1 de Maio de 1959.
Varias outras configurações de foguetes de sondagem fizeram uso do foguete Cajun, sendo o mais utilizado o modelo Cajun Dart. Os modelos Bullpup-Cajun e Double Cajun também faziam uso desse foguete, como estágio superior.
No total, mais de 800 lançamentos do foguete Cajun nas suas várias configurações ocorreram entre 1956 e 6 de Outubro de 1976, quando o último voo do foguete Cajun que se tem notícia aconteceu, numa configuração Nike Cajun a partir de Wallops Island.